# ルイーズ・スターン
ルイーズ・スターン（Louise Stern、1978年 - ）はアメリカ合衆国の作家、映画監督。カリフォルニア出身。女優のショシャナー・スターンは妹。